# Miam-miam ou le Dîner d'affaires
Miam-miam ou le Dîner d'affaires est une pièce de théâtre de Jacques Deval créée à titre posthume le 13 janvier 1978 au théâtre Marigny.
Elle a été diffusée pour la première fois le 8 septembre 1978 sur TF1 dans le cadre d'Au théâtre ce soir.

## Argument
Lucien Beix, un important homme d'affaires reçoit la visite de représentant du quai d'Orsay pour un dîner d'affaires avec un chef d'État africain. Le gouvernement français veut saisir cette occasion pour lui faire signer un contrat d'exclusivité pour l'exploitation du pétrole de son pays. Le chef d'État en question, dictateur notoire, désire avoir pour dîner son plat préféré : de la chair humaine.

## Fiche technique
- Auteur : Jacques Deval
- Mise en scène : Jean Le Poulain
- Décors : Roger Harth
- Costumes : Donald Cardwell

Retransmission télévisée
- Réalisation : Pierre Sabbagh
- Direction de la scène : Edward Sanderson
- Directeur de la photographie : Lucien Billard
- Date et lieu d'enregistrement : 17 juin 1978 au théâtre Marigny

## Distribution de la création
- Jean Le Poulain : Lucien Beix
- René Clermont : le père Tourane
- Alain Mottet : Simon Jaumier
- Jacqueline Jehanneuf : Régine
- Cyrielle Besnard : Nora Viaur
- Noëlle Musard : Mlle Sudre
- Robert Le Béal : Louis
- Bruno Netter : Aristide
- Régis Lang : le premier CRS
- Bertrand Gohaud : le deuxième CRS